# Kūrāmālū
Kūrāmālū (persiska: كورامالو) är en ort i Iran.   Den ligger i provinsen Ardabil, i den nordvästra delen av landet, 500 km nordväst om huvudstaden Teheran. Kūrāmālū ligger 839 meter över havet och antalet invånare är 583.
Terrängen runt Kūrāmālū är lite kuperad. Runt Kūrāmālū är det ganska tätbefolkat, med 58 invånare per kvadratkilometer. Närmaste större samhälle är Qarah Khān Beyglū, 11,7 km väster om Kūrāmālū. Trakten runt Kūrāmālū består till största delen av jordbruksmark.